# Parafia św. Anakleta w Peterborough
Parafia św. Anakleta w Peterborough – parafia rzymskokatolicka, należąca do diecezji Port Pirie, erygowana w 1887 roku.